# Энценкирхен
Энценкирхен (нем. Enzenkirchen) — коммуна (нем. Gemeinde) в Австрии, в федеральной земле Верхняя Австрия. 
Входит в состав округа Шердинг.  Население составляет 1789 человек (на 31 декабря 2005 года). Занимает площадь 23 км². Официальный код  —  41408.

## Политическая ситуация
Бургомистр коммуны — Франц Хохеггер (СДПА) по результатам выборов 2003 года.
Совет представителей коммуны (нем. Gemeinderat) состоит из 19 мест.
- СДПА занимает 10 мест.
- АНП занимает 6 мест.
- АПС занимает 3 места.